# Manusdoktor

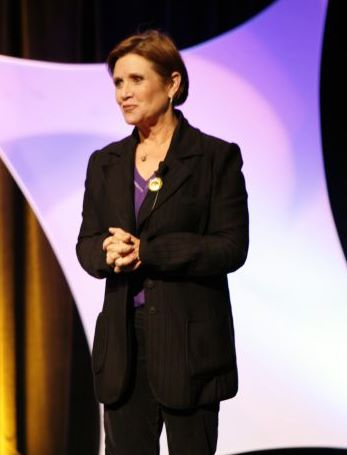
Carrie Fisher (1956-2016), skådespelare, författare och manusdoktor. Här firar hon filmserien Stjärnornas krig där hon spelade prinsessan Leia.

Manusdoktor kallas den som är en skicklig manusförfattare som filmbolagen betalar för att förbättra manuskript som ska filmatiseras. Ofta skriver personen också egna filmmanus och är en duktig dramaturg, filmvetare, kritiker eller teoridriven konsult.
Manusdoktorn kan skriva om och flytta berättelsens olika delar för att filmupplevelsen ska bli bättre, som mer spännande eller känslosam. I andra projekt behöver manusdoktorn kanske konsultera andra inblandade (som originalförfattaren, regissören, producenten) för att tillsammans finna berättelsens grundelement och utifrån det anpassa manuset. Uppgiften kan också vara att arbeta med olika delar av ett manuskript, för att till exempel förbättra dialog och takt eller andra element.
Manusdoktorn kan vara den sista i en lång kedja av skribenter som har jobbat med manuskriptet. Vanligtvis jobbar denne som konsult i projektets bakgrund, till exempel för att inte skyla upphovsmännens insats. Eftersom manusdoktorn många gånger inte omnämns i filmens för- och eftertexter blir dennes medverkan bara känd om någon av parterna delger informationen till andra.
Ett exempel på en manusdoktor är skådespelaren Carrie Fisher. Hon är känd för sin roll Prinsessan Leia Organa i Stjärnornas krig-trilogin från åren 1977-83 och har författat flera filmmanus, pjäser och romaner. Som manusdoktor har hon medverkat i arbetet med filmer som The Wedding Singer och Sister Act. Skaparen av Stjärnornas krig George Lucas anlitade henne för att förbättra manuset för TV-serien Indiana Jones äventyr.